# Núfar
Nuphar és un gènere de plantes amb flor, també conegudes com a núfars, de la família de les nimfeàcies.

## Particularitats
És un gènere de plantes aquàtiques d'aigua dolça conegudes popularment com a nenúfars.
La més representativa és el nenúfar groc (o núfar groc), que té propietats anafrodisíaques.

## Taxonomia
- Nuphar advena (Aiton) W. T. Aiton
  - Nuphar advena subsp. advena
  - Nuphar advena subsp. orbiculata (Small) Padgett
  - Nuphar advena subsp. ozarkana (G. S. Mill.& Standl.) Padgett
  - Nuphar advena subsp. ulvacea (G. S. Mill.& Standl.) Padgett
- Nuphar japonica DC.
- Nuphar lutea (L.) Sm. - nenúfar groc o núfar groc
- Nuphar microphylla (Pers.) Fernald
- Nuphar polysepala Engelm.
- Nuphar pumila (Timm) DC.
  - Nuphar pumila subsp. oguraensis (Miki) Padgett
  - Nuphar pumila subsp. pumila
  - Nuphar pumila subsp. sinensis (Hand.-Mazz.) Padgett
- Nuphar ×rubrodisca Morong (Nuphar microphylla × Nuphar variegata)
- Nuphar sagittifolia (Walter) Pursh
- Nuphar ×saijoensis (Shimoda) Padgett (Nuphar japonica × Nuphar pumila)
- Nuphar ×spenneriana Gaudin (Nuphar lutea × Nuphar pumila)